# Bill Pohlad
William „Bill“ Pohlad ist ein US-amerikanischer Filmproduzent und -regisseur.
Pohlad wurde als Sohn des Geschäftsmanns und Besitzers der Minnesota Twins Carl Pohlad und dessen Frau Eloise Pohlad geboren. Neben seiner Produktionstätigkeit führte Pohlad bei drei Filmen auch Regie und schrieb zu seinem Erstlingswerk Old Explorers auch das Drehbuch.
Bei der Oscarverleihung 2012 war er für die Produktion The Tree of Life zusammen mit Sarah Green, Dede Gardner und Grant Hill in der Kategorie Bester Film nominiert. Der Film 12 Years a Slave (2013) brachte ihm verschiedene Auszeichnungen und Nominierungen ein, darunter je einen Black Reel Award und Independent Spirit Award.

## Filmografie
- 1990: Old Explorers (Regie, Drehbuch, Produzent)
- 1994: Little Big Boss (Zweite Regieeinheit)
- 2004: A Prairie Home Companion 30th Broadcast Season Celebration (Dokumentarfilm, Video/DVD)
- 2005: I’m Going to Tell You a Secret (Dokumentarfilm)
- 2005: Brokeback Mountain (Ausführender Produzent)
- 2006: Fur: An Imaginary Portrait of Diane Arbus
- 2006: A Prairie Home Companion: Last Radio Show
- 2007: Into the Wild (Produzent)
- 2007: Chicago 10 (Dokumentarfilm)
- 2008: Independent Lens (Dokumentar-Fernsehserie)
- 2008: Food, Inc. (Dokumentarfilm)
- 2010: Dirty Hands Caravan (Dokumentarfilm)
- 2010: Fair Game – Nichts ist gefährlicher als die Wahrheit (Fair Game, Produzent)
- 2010: The Runaways (Produzent)
- 2011: The Tree of Life (Produzent)
- 2013: 12 Years a Slave (Produzent)
- 2014: Love & Mercy (Regie, Produzent)
- 2014: Time Out of Mind
- 2014: Der große Trip – Wild (Wild, Produzent)
- 2016: Voyage of Time (Dokumentarfilm)
- 2022: Dreamin’ Wild – Ein Leben für die Musik (Dreamin’ Wild, Regie, Drehbuch, Produzent)
- 2023: Unicorns (Produzent)